# Szputnyik–24
A Szputnyik–24 (Marsz 1962B) egy szovjet kísérlet volt a Mars bolygó vizsgálatára. 1962. november 4-én egy SL-6/A-2 rakéta pályára helyezte a 6,5 tonnás szondát és az indítóplatformot. A Föld körüli pálya elhagyásánál meghibásodás lépett fel. Az űreszköz 5 darabra hullt szét, melyeket az amerikai rakétaészlelő rendszer (U.S. Ballistic Missile Early Warning System) is megfigyelt. A Szputnyik–24 1963. január 19-én tért vissza a Föld légkörébe és elégett.